# Искандер-наме
«Искандер-наме́» (перс. اسکندرنامه‎; по-русски также используются названия «Искендер-наме», «Искандар-наме» и другие) — пятая по счёту поэма классика персидской поэзии Низами Гянджеви из его сборника «Хамсе», написанная между 1194 и 1202 годами на персидском языке. 
Названия произведения переводится как «книга Александра»; поэма является творческой переработкой Низами различных сюжетов и легенд об Искандере — Александре Македонском. Произведение посвящено малику Ахара Носрат-ал-Дин Бискин бин Мохаммаду из династии Пишкинидов (1155—1231) грузинского происхождения, которые были вассалами курдов Шеддадидов Аррана.

## Композиция
Поэма состоит из двух формально независимых частей, написанных рифмованными куплетами (в общей сложности их около 10 500) и согласно метру «мотакареб» (аруз), которым написана поэма «Шахнаме»: «Шараф-наме» («Книга славы») и «Икбал-наме» или иначе «Кераб-наме» («Книга судьбы»). «Шараф-наме» описывает (на основе восточных легенд) жизнь и подвиги Искандера. «Икбал-наме» композиционно делится на два больших раздела, которые можно озаглавить как «Искандер-мудрец» и «Искандер-пророк». В первой части поэмы Искандер завоёвывает мир, во второй — осознаёт тщетность мира.

## Время создания
Долгое время вызывало сомнения время создания поэмы и очерёдность её расположения внутри сборника «Хамсе». Однако в начале «Шараф-наме» Низами сказал, что ко времени написания тех строк уже он создал «три жемчужины» перед тем, как начать «новый орнамент», что подтвердило время создания. Кроме того, Низами оплакивает смерть Ширваншаха Аксатана, которому Низами посвятил поэму «Лейли и Маджнун», и адресует свои наставления его преемнику. Ко времени завершения поэмы власть династии Ширваншахов в Гяндже ослабла, поэтому Низами посвятил поэму малеку Ахара Носрат-аль-Дин Бискин бин Мохаммаду, которого Низами упоминает во введении к «Шараф-наме».

## Содержание
Образ Искандера у Низами отличается от исторического Александра Македонского; так, Искандер у Низами — идеальный правитель, полководец и мыслитель. В то же время Низами не умолчал о том, что Искандер вёл кровавые войны, взимал дань и нёс страдания покорённым. Во второй части поэмы Искандер показан уже как учёный и пророк. Показаны глубокие познания героя в науке. Например, он обсуждает вопросы космогонии со знаменитыми греческими философами. Божественный вестник говорит Искандеру, что тот удостоен сана пророка, и герой снова отправляется в путешествие, чтобы возвестить истину всему миру.
Основные эпизоды легенды об Александре, которые известны в мусульманской традиции, собраны в «Шараф-наме»: рождение Александра, его наследование македонского трона, война против чернокожих, которые захватили Египет, война с персами, закончившаяся поражением и смертью Дара (Дария III), женитьба Александра на дочери Дария и паломничество в Мекку. Далее Низами рассказывает о пребывании Александра на Кавказе и его визите к царице Нусабе из Барды — города, который располагался в непосредственной близости от родного города Низами Гянджи, и её амазонках. Оттуда Александр направляется в Индию и Китай. В его отсутствие русы нападают на Кавказ и захватывают Барду, что они фактически сделали за двести лет до Низами, и берут в плен Нусабу. Узнав об этом, Александр воюет с русами и одерживает победу. Шараф-наме завершается рассказом о неудачных поисках Александром воды вечной жизни.
В «Икбал-наме» Искандер дискуссирует с греческими и индийскими философами, и значительную часть текста составляют беседы, в которых семь греческих мудрецов рассказывают о своих идеях о сотворении мира.
Далее описываются четыре путешествия Искандера. Во время четвёртого путешествия Искандер попадает в страну с идеальным общественным устройством, где нет ни властей, ни притеснителей, ни богатых, ни бедных. Низами высказывает мысль, что возможно существование общества равных, которые не нуждаются в правителе. Советский востоковед Е. Э. Бертельс в статье «Подготовка к юбилею Низами» представил описание этой страны предвосхищением появления Советского Союза.
Кызласов Л.Р. отмечает, Низаме описал город— «подобие рая» и благословенную «страну Хирхиз» (Орду-балык) на далёком севере, в верховьях Енисея, придав ей черты утопического государства всеобщего благоденствия, равенства, братства и счастья, нравах и порядках этой страны герою произведения старейшины этой справедливой страны объяснили  :
Если кто из нас в недостатке большом
Или малом и если мы знаем о том,
Всем поделимся с ним. Мы считаем законом,
Чтоб никто и ни в чем не знаком был с уроном.
Мы имуществом нашим друг другу равны.
Равномерно богатства нам всем вручены.
В этой жизни мы все одинаково значим,
И у нас не смеются над чьим-либо плачем.
Мы не знаем воров; нам охрана в горах
Не нужна. Перед чем нам испытывать страх?
Не пойдет на грабеж нашей местности житель.
Ниоткуда в наш край не проникнет грабитель...
Не научены мы, о великий, злословью.
Мы прощаем людей, к ним приходим с любовью.
Коль не справится кто-либо с делом своим,
Мы советов благих от него не таим.
Нет смутьянов у нас, крови лить мы не будем.
Делит горе друг с другом, вся наша семья,
Мы и в радости каждой - друг другу друзья,
Серебра мы не ценим и золота - тоже.
Здесь они не в ходу и песка не дороже...Низами Гянджеви, Искандер-Намэ в пер. Липскерова К. А.
Существенную часть поэмы составляют притчи, не имеющие прямого отношения к истории Александра. В завершение Низами рассказывает о конце жизни Александра и обстоятельствах смерти каждого из семи мудрецов. В некоторых рукописях поэмы есть глава, посвящённая смерти самого Низами; возможно, это более поздняя вставка.

## Переводы
На русский язык поэма была переведена К. А. Липскеровым в стихах, а также Е. Э. Бертельсом и А. К. Арендсом в прозе. На азербайджанский язык «Искандер-наме» перевели Абдулла Шаиг («Шараф-наме») и Микаил Рзакулизаде («Икбал-наме»).
В 1881 году вышло английское издание поэмы (переводчик — Г. Уилберфорс Кларк), а в 1991 году — немецкое, подготовленное Кристофом Бюргелем.

## В искусстве
На постаменте памятника Низами Гянджеви в Баку, установленного в 1949 году, скульптором А. Хрюновым по эскизам художника Газанфара Халыкова исполнен барельеф, изображающий героев поэмы — Искандера и царицы Барды Нушабе.
Азербайджанским художником Микаилом Абдуллаевым выполнены мозаичные панно на станции метро «Низами Гянджеви» бакинского метрополитена, изображающие героев поэмы.
В родном городе Низами, в Гяндже, у мавзолея поэта азербайджанским скульптором Горхмазом Суджаддиновым воздвигнут 22-метровый многофигурный комплекс — монумент поэта, выполненный из полированного бордового гранита, окружённый отлитыми в бронзе фигурами героев произведений его «Хамсе». Одна из фигур изображает главного героя поэмы «Искандер-наме», Искандера.

Барельеф c изображением Искандера и Нушабе на памятнике Низами в Баку
Мозаичный рисунок «Нушабе и Искандер» на станции метро «Низами Гянджеви» в Баку. Художник Микаил Абдуллаев